# Dichelus flavipennis
Dichelus flavipennis är en skalbaggsart som beskrevs av Blanchard 1850. Dichelus flavipennis ingår i släktet Dichelus och familjen Melolonthidae. Inga underarter finns listade i Catalogue of Life.